# اللغة والكلام

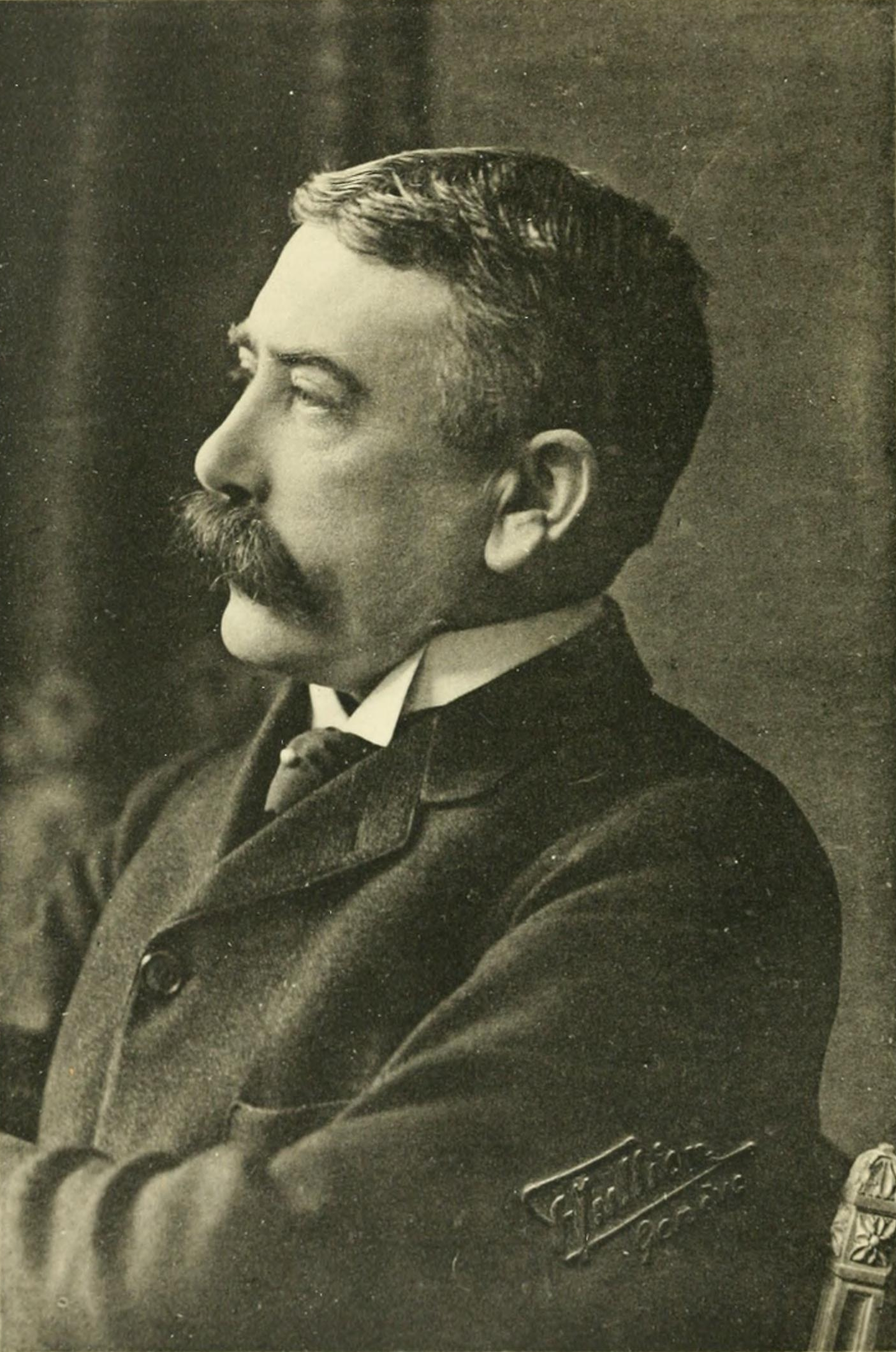

تعتبر اللغة والكلام مصطلحين لغويين عرّفهما فرديناند دي سوسور في كتابه ‹‹منهج في اللغويات العامة». تشمل اللغة (Langue) القواعد والأعراف المجرّدة والمنهجية لنظام الدلالة، إنّها مستقلة عن المستخدمين الفرديين، وهي موجودة مسبقًا. تنطوي اللغة على مبادئ اللغة، والتي بدونها لن يكون هناك أيّ معنى للكلمة، ‹‹الكلام»، ممكنٍ. يشير الكلام إلى الحالات الملموسة لاستخدام اللغة. هذه هي الظاهرة الفردية والشخصية للغة باعتبارها سلسلة من الخطاب الذي يدلي به موضوع لغوي. لم يُفرط سوسور باهتمامه بالكلام؛ ومع ذلك، تُكشف بُنية اللغة من خلال دراسة الكلام. كان هذا التمييز مشابهًا لذلك الذي استدلّه فلهيلم فون همبولت فيما يتعلق باللغة، بين energeia (الفعل النشط) وergon (نتاج ذلك الفعل النشط)، وكذلك للتمييز بين اللغة والكلام الذي أدلى به يان بودوان دي كورتني. وقدّم سوسور الشطرنج كمثالٍ توضيحي لشرح مفهوم اللغة والكلام. وقارن بين اللغة وقواعد لعبة الشطرنج -قواعد لعب اللعبة- وقارن التحرّكات التي يختار الفرد اتخاذها -تفضيلات الفرد في لعب اللعبة- بالكلام.

## اللغة
عند الترجمة من الفرنسية، يمكن للمصطلح "langue" أن يعني ‹‹اللغة». ومع ذلك، فمن المعروف أنّ سوسور كان يقصد من المصطلح الترتيب والعلاقة بين القواعد الداخلية التي تفهمها مجموعة اجتماعية، ومع ذلك، نادرًا ما يُعتقد أنّها الحياة اليومية. يُعتقد أنّ اللغة هي تركيب عالمي، وعلى الرغم من أنّه قد يكون بينها اختلافات كما هو موضّح في اللغات الأجنبية، إلّا أنّها تتبع مجموعة من الأنماط اللغوية الأساسية.

## الكلام
عادة ما يعني مصططلح "Parole" عند ترجمته ‹‹الكلام». يقصد سوسور بهذا المصطلح، من ناحية أخرى، أن يعني كلا اللغة المكتوبة والمنطوقة كما يختبرها المرء في الحياة اليومية. الكلام "Parole" هو الكلام الدقيق واستخدام اللغة. لذلك، فإنّ الكلام، على عكس اللغة، متنوّع ومختلف تمامًا كعدد الأشخاص الذين يتقاسمون اللغة وعدد الكلمات المنطوقة ومحاولات استخدام تلك اللغة. علاوةً على ذلك، من المعروف أنّ الكلام قد خضع للتغيير والتلاعب من خلال عدد من الأسباب، على سبيل المثال: الوقت والمجموعات الاجتماعية وعمر المستخدمين.

## كوظيفة
الأساس الكامن وراء اللغة هو التفسير بأنّها تتكوّن من الإشارات بدلًا من الجمل. يُعتقد أنّ الإشارات لها جانب من جزأين، إذ أنّ كل إشارة تتّصل بفكرة ذات نمط صوتي (أو رمز مكتوب). لا يمكن أن توجد أيّ إشارة كجزء واحد، لأنّه إذا كان هناك نمط صوتي دون فكرة، يصبح الصوت مجرّد ضجيجٍ. وبالمثل، لا يمكن إيصال الفكرة بدون نمط صوتي. يمكن أن يكون نمط الصوت لكل فكرة متنوعًا للغاية والعكس صحيح. على سبيل المثال، قد يستخدم مفهوم الذات أنماط الصوت الخاصة بـ "I" أو "me" بينما قد يكون لنمط الصوت "rose" فكرة زهرة أو الفعل الماضي للفعل "rise". تبقى الفكرة أو نمط الصوت دون تغيير حتى لو تغيّر الآخر. يمكن عن طريق فهم علاقة جزأي إشارة من خلال اللغة، فهم جوهر التواصل أو الكلام. بدون فهم اللغة، سيكون الكلام عبارة عن أصوات أو رموز لا معنى لها مجمّعة معًا على نحوٍ عشوائي. استخدم سوسور مثال الشطرنج لشرح كيفية عمل اللغة والكلام معًا. اللغة "Langue" هي القواعد المعيارية في لعبة الشطرنج بينما يمثل الكلام "Parole" اختيار الفرد للحركات. إذا أراد المرء أن يدرس كلام لعبة الشطرنج، يمكن له استخلاص فهمٍ ما، لكنه لن يكون فهمًا عالميًا للشطرنج. ومع ذلك، من خلال دراسة لغة لعبة الشطرنج، قد يكون الفهم المُستخلص ينطبق على ألعاب الشطرنج الأخرى. بهذه الطريقة جادل سوسور عند دراسته اللغة، وخاصة اللغة الأجنبية، فمن المهم فهم اللغة بدلًا من اكتساب عددٍ كبير من المفردات من الكلام بحيث يصبح فهم هذا المعنى مماثلًا لفهم الناطقين الأصليين.

## منهج في اللغويات العامة
لم ينشر سوسور ملاحظاته فيما يتعلق باللغويات واللغة والكلام. لسوء الحظ، نُشِر كتابه ‹‹منهج في اللغويات العامة (Cours de linguistique générale) بعد وفاته في عام 1916 (تُرجم لاحقًا إلى اللغة الإنجليزية في عام 1959 كـ‹‹منهج في اللغويات العامة››) وكان يتألف من أوراق محاضرات سوسور المتبقية وملاحظات المنهج المقدمة للطلاب والملاحظات التي دوّنها الطلاب السابقون في المحاضرات التي ألقاها بين 1907-1911 في جنيف. نشر هذا اثنان من زملائه السابقين تشارلز بالي وألبير سيشهاي. بعد هذا المنشور، أدرك اللغويون والفلاسفة في عصره حقًا أهمية أعماله وطبيعتها الثورية. كشفت المراجعات والتعليقات والنقاد لكل من ‹‹نهج في اللغويات العامة" والملاحظات الأصلية التي دوّنها سوسور الكثيرَ من الجدل مع مرور الوقت. وأحد المواضيع المثيرة للجدل هو أنّ العديد من الأفكار والمفاهيم التي غالبًا ما تكون منسوبةً إلى سوسور لربما قد استعارها من اللغويين والفلاسفة الآخرين في القرن التاسع عشر. لقد اقترح الفلاسفة الآخرون فكرة سوسور للغة كنظام إشارة، ومع ذلك، سيظل دائمًا معروفًا دائمًا على أنّه قدّم أساسًا نظريًا قويًّا لمنهج علمي يهدف لفهم اللغة ككل.